# Inver Grove Heights, Minnesota
Inver Grove Heights là một thành phố nằm ở quận Dakota thuộc tiểu bang Minnesota, Hoa Kỳ. Thành phố có diện tích km2, dân số theo ước tính năm 2000 của Cục điều tra dân số Hoa Kỳ là 29.751 người. Đây là một trong 186 thành thị ở vùng đô thị Minneapolis-Saint Paul.
Thành phố có cự ly 14 km về phía đông nam Saint Paul; các khu định cư gần đó là Sunfish Lake (8 km về phía tây bắc theo đường bộ), South St. Paul (9 km về phía bắc) và Newport (13 km về phía đông bắc qua sông Mississippi qua cầu Wakota).